# Etheostoma virgatum
Etheostoma virgatum är en fiskart som först beskrevs av David Starr Jordan, 1880.  Etheostoma virgatum ingår i släktet Etheostoma och familjen abborrfiskar. Inga underarter finns listade i Catalogue of Life.